# Іштан-Теу
Іштан-Теу (рум. Iștan-Tău) — село у повіті Муреш в Румунії. Входить до складу комуни Банд.
Село розташоване на відстані 282 км на північний захід від Бухареста, 22 км на північний захід від Тиргу-Муреша, 55 км на схід від Клуж-Напоки, 149 км на північний захід від Брашова.

## Населення
За даними перепису населення 2002 року у селі проживали 144 особи.
Національний склад населення села:
| Національність | Кількість осіб | Відсоток |
| -------------- | -------------- | -------- |
| румуни         | 134            | 93,1%    |
| угорці         | 9              | 6,3%     |

Рідною мовою назвали:
| Мова      | Кількість осіб | Відсоток |
| --------- | -------------- | -------- |
| румунська | 136            | 94,4%    |
| угорська  | 8              | 5,6%     |